# 創成橋
創成橋（そうせいばし）は、札幌市の創成川にかかる橋。

## 概要
札幌都心部の区画は創成橋が東西南北の基点である。これは開拓使による札幌本府建設に伴い、開拓判官・島義勇が橋の東のたもとから南北に東創成通（現在の創成川通）、東西に渡島通（現在の南1条通）を設けて碁盤の目状に区画したことによる。そのため、橋に隣接して「札幌開拓の祖」とも言われる大友亀太郎像や札幌建設の地碑が設置されている。石造りのアーチ橋は、日本橋（東京都）にちなんで「札幌の日本橋」と呼ばれることがある。
2010年（平成22年）には「土木学会選奨土木遺産」に選定された。

## 歴史
1866年（慶応2年）、現在の東区に御手作場（官営農場）を設置する際、幕吏の大友亀太郎が用水路（通称「大友堀」）を掘削した。1869年（明治2年）に川辺に開拓使官舎が設けられたのに伴い、開拓判官・島義勇が丸太を並べて板を敷いただけの橋を築いた。1871年（明治4年）、上流にある吉田茂八が開削に従事した吉田堀などの改修とともに架けられた本格的な木橋を、開墾係の「始成橋」という案を参考に開拓判官岩村通俊が「創成橋」と名付け、親柱には変体仮名で「佐宇勢以者之（さうせいはし）」と揮毫された。岩村判官が1873年（明治6年）に免官となり札幌を離れる際に次の詩を賦している。

誰也開基業 駐馬創成橋
去年狐兎窟 學目人烟饒
「誰ぞや基業を開くは、馬を駐（とど）む創成橋、
去年狐（こと）兎の窟（くつ）、目を挙げれば人煙饒（ゆた）かなり」

なお、創成川の名は1874年（明治7年）創成橋にちなんで名づけられた。開拓使設置当初の仮庁舎・仮本陣・官邸・病院・倉庫などの公共建築物は、この橋の約1町北から北方に創成川を挟んで建設され、逆に商店・民家などの民間の建築物はその南方に建てられ、創成橋を中心として札幌で最初の都心地域が形成された。
1910年（明治43年）にはアーチ型で橋の欄干に擬宝珠の付いた石橋が架けられた。擬宝珠は北海道神宮から頓宮へ向かう際の表参道を意識して取り付けられた。1918年（大正7年）から1973年（昭和48年）までは札幌市電が橋を渡っていた。1974年（昭和49年）には紛失した擬宝珠が復元された。1978年（昭和53年）に高欄の補修工事を行い、一部の石を補強した。また、橋の両側に歩行者用の桁橋が架けられた。
2002年度（平成14年度）からの「創成川アンダーパス連続化事業」により一時的に解体されたが、2010年（平成22年）に復元されて車道と歩道が一体的に整備された。

## 周辺
創成川沿いは創成川公園として整備されており、札幌で最も歴史のある商店街「札幌一番街」にも隣接している。また、創成川東地区では再開発事業（都市再開発）が進行している。

## ギャラリー

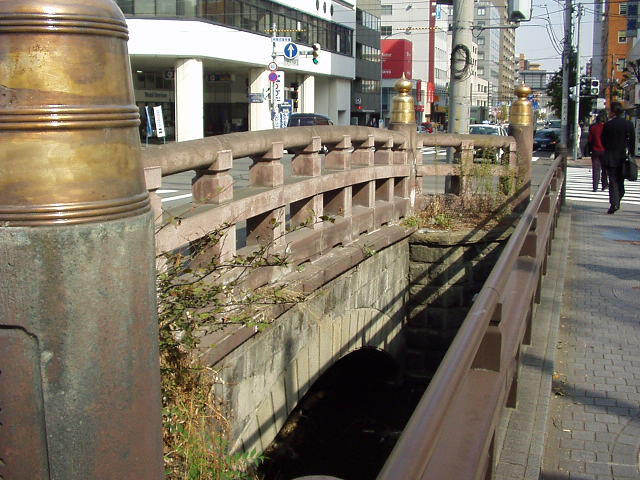
復元前の創成橋（2004年10月）
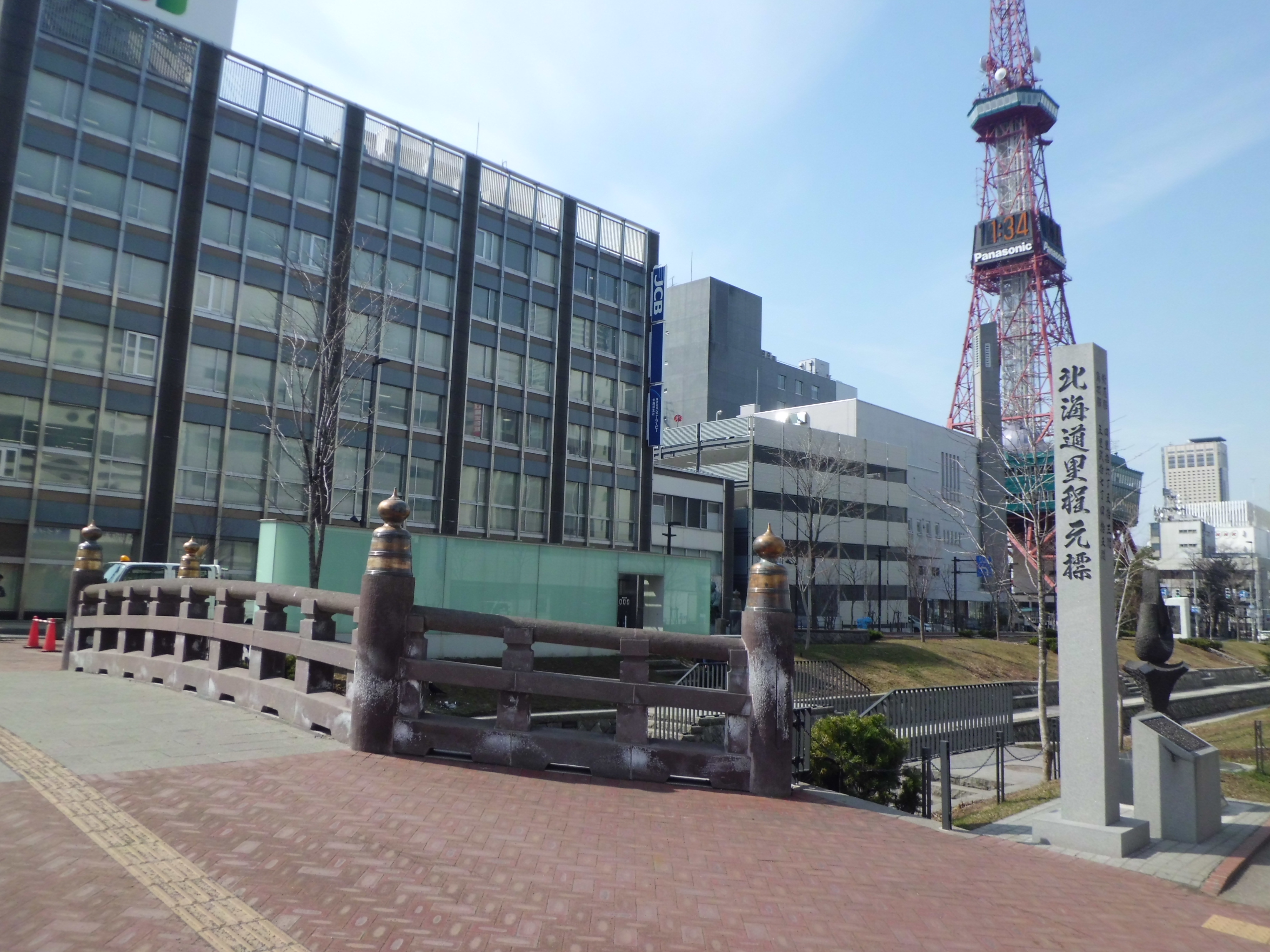
北海道里程元標（2015年4月）
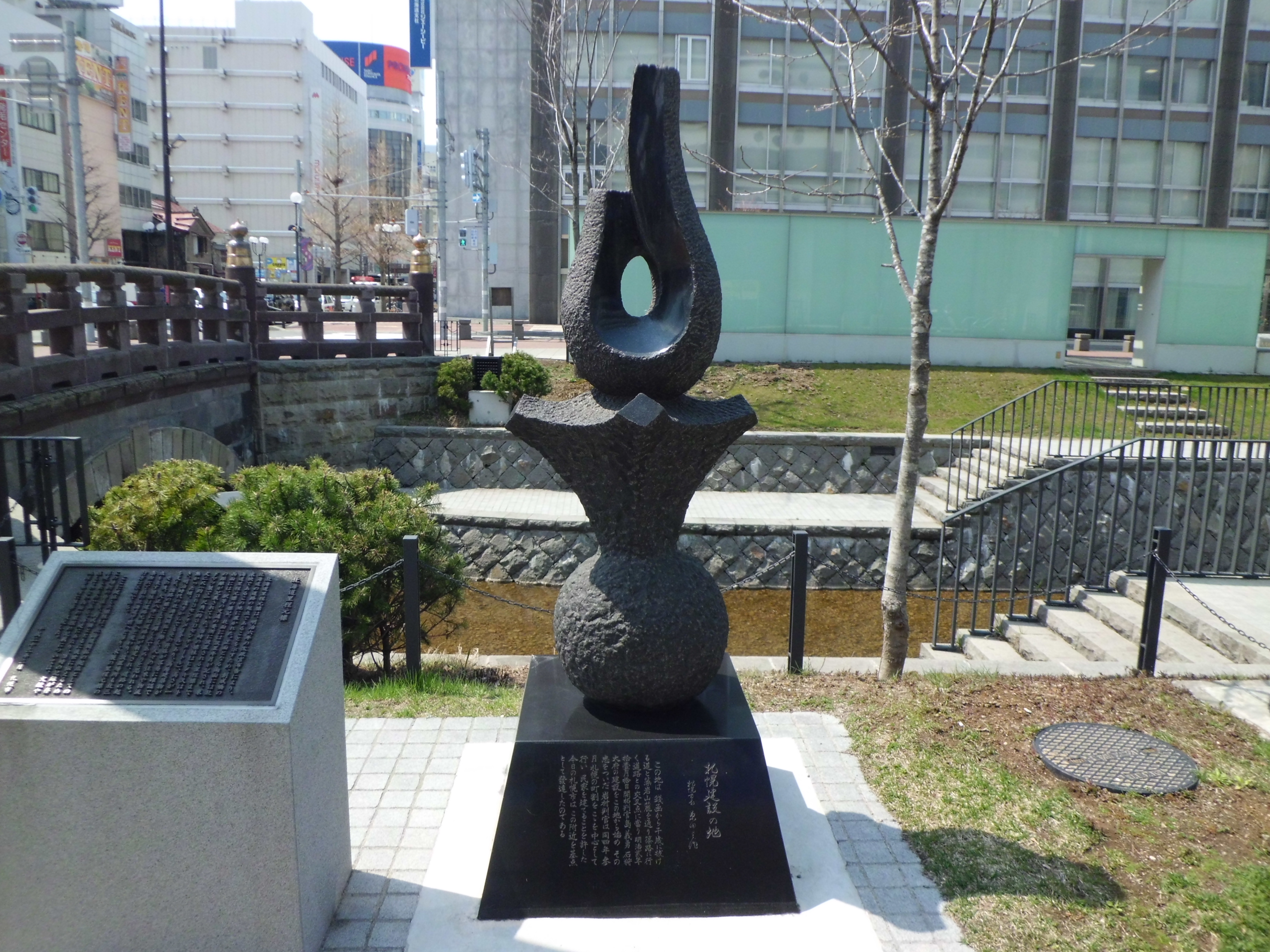
「札幌建設の地」碑（2015年4月）
大友亀太郎像（2015年4月）